# Eilema quadrisignata
Eilema quadrisignata är en fjärilsart som beskrevs av Moore 1878. Eilema quadrisignata ingår i släktet Eilema och familjen björnspinnare. Inga underarter finns listade i Catalogue of Life.